# 2020–2021-es Formula–E világbajnokság

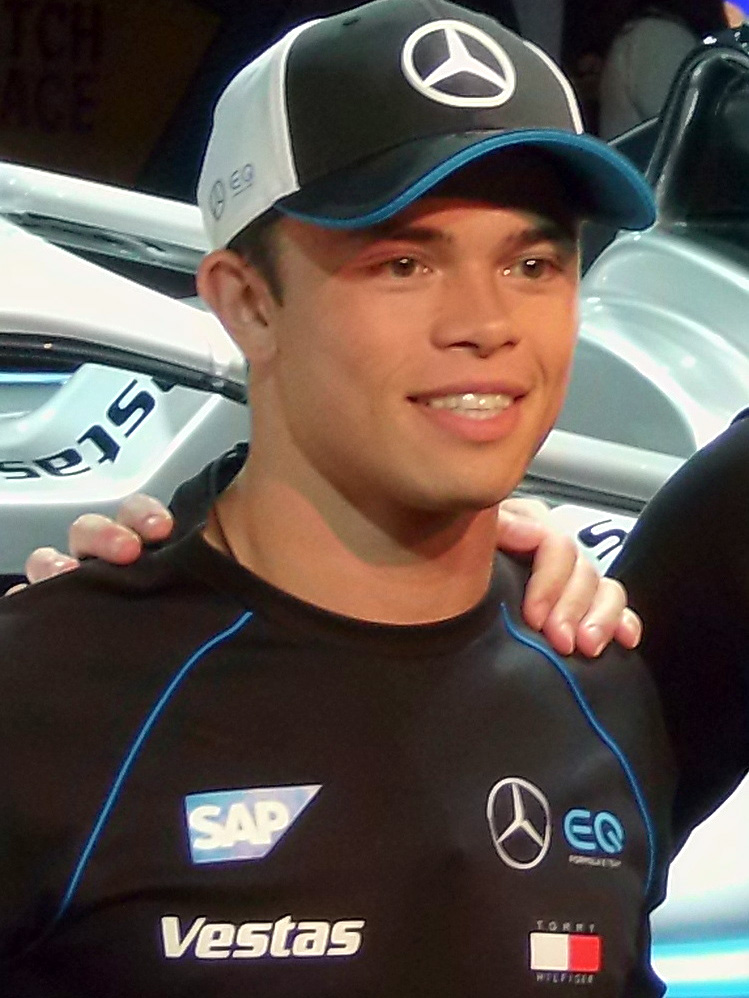
Nyck de Vries az utolsó, berlini versenyhétvégén lett a sorozat első hivatalos világbajnoka

A 2020–2021-es Formula–E bajnokság az elektromos formulaautós szériának hetedik szezonja volt. A Nemzetközi Automobil Szövetség (FIA) döntésének értelmében ettől a szezontól kezdődően a sorozat világbajnoki minőségben került megrendezésre, így a Formula–E csatlakozott a Formula–1-hez, a WEC-hez, a rali-világbajnoksághoz és a ralikrossz-világbajnoksághoz.
Ebben az idényben debütáltak volna a Spark Gen2 EVO típusú versenyautói, azonban ez a koronavírus-járvány miatt végül egy szezonnal halasztásra került.
Az egyéni címvédő a portugál António Félix da Costa, a csapatoknál pedig a Techeetah alakulata volt.
Az idényt a korábbi FIA Formula–2 bajnokság győztes holland Nyck de Vries nyerte meg, így ő lett a sorozat első hivatalos világbajnoka. A konstruktőrök pontversenyét a Mercedes-Benz EQ Formula E Team nyerte meg.

## Csapatok és versenyzők
| Csapat                           | Gyártó         | Rajtszám | Versenyző              | Fordulók |
| -------------------------------- | -------------- | -------- | ---------------------- | -------- |
| Evision Virgin Racing            | Spark–Audi     | 4        | Robin Frijns           | Összes   |
| Evision Virgin Racing            | Spark–Audi     | 37       | Nick Cassidy           | Összes   |
| Mercedes-Benz EQ Formula E Team  | Spark–Mercedes | 5        | Stoffel Vandoorne      | Összes   |
| Mercedes-Benz EQ Formula E Team  | Spark–Mercedes | 17       | Nyck de Vries          | Összes   |
| Dragon/Penske Autosport          | Spark–Penske   | 6        | Nico Müller            | 1–7      |
| Dragon/Penske Autosport          | Spark–Penske   | 6        | Joel Eriksson          | 8–15     |
| Dragon/Penske Autosport          | Spark–Penske   | 7        | Sérgio Sette Câmara    | Összes   |
| NIO 333 FE Team                  | Spark–NIO      | 8        | Oliver Turvey          | Összes   |
| NIO 333 FE Team                  | Spark–NIO      | 88       | Tom Blomqvist          | Összes   |
| Panasonic Jaguar Racing          | Spark–Jaguar   | 10       | Sam Bird               | Összes   |
| Panasonic Jaguar Racing          | Spark–Jaguar   | 20       | Mitch Evans            | Összes   |
| Audi Sport ABT Schaeffler        | Spark–Audi     | 11       | Lucas di Grassi        | Összes   |
| Audi Sport ABT Schaeffler        | Spark–Audi     | 33       | René Rast              | Összes   |
| DS Techeetah                     | Spark–DS       | 13       | António Félix da Costa | Összes   |
| DS Techeetah                     | Spark–DS       | 25       | Jean-Éric Vergne       | Összes   |
| Nissan e.dams                    | Spark–Nissan   | 22       | Oliver Rowland         | Összes   |
| Nissan e.dams                    | Spark–Nissan   | 23       | Sébastien Buemi        | Összes   |
| BMW i Andretti Motorsport        | Spark–BMW      | 27       | Jake Dennis            | Összes   |
| BMW i Andretti Motorsport        | Spark–BMW      | 28       | Maximilian Günther     | Összes   |
| Mahindra Racing                  | Spark–Mahindra | 29       | Alexander Sims         | Összes   |
| Mahindra Racing                  | Spark–Mahindra | 94       | Alex Lynn              | Összes   |
| TAG Heuer Porsche Formula E Team | Spark–Porsche  | 36       | André Lotterer         | Összes   |
| TAG Heuer Porsche Formula E Team | Spark–Porsche  | 94       | Pascal Wehrlein        | Összes   |
| ROKiT Venturi Racing             | Spark–Mercedes | 48       | Edoardo Mortara        | Összes   |
| ROKiT Venturi Racing             | Spark–Mercedes | 71       | Norman Nato            | Összes   |

## Átigazolások

### Csapatváltások
- Sam Bird; Envision Virgin Racing versenyző → Panasonic Jaguar Racing versenyző[13]
- Pascal Wehrlein; Mahindra Racing versenyző → TAG Heuer Porsche Formula E Team versenyző[24]
- Alexander Sims; BMW i Andretti Motorsport versenyző → Mahindra Racing versenyző[20]
- Tom Blomqvist; Panasonic Jaguar Racing versenyző → NIO 333 FE Team versenyző[12]

### Újonc versenyzők
- Nick Cassidy; Super Formula, Vantelin Team TOM'S versenyző → Envision Virgin Racing versenyző[6]
- Norman Nato; WEC, Rebellion Racing versenyző → ROKiT Venturi Racing versenyző[25]
- Jake Dennis; Európai Le Mans-széria, Jota Sport versenyző → BMW i Andretti Motorsport versenyző [18]

### Távozó versenyzők
- Jérôme d’Ambrosio; Mahindra Racing versenyző → visszavonult és ROKiT Venturi Racing helyettes csapatfőnök[26]
- Neel Jani; TAG Heuer Porsche Formula E Team versenyző → WEC, Porsche GT Team versenyző[27]
- Felipe Massa; ROKiT Venturi Racing versenyző → Stock Car Brasil, Lubrax Podium versenyző[28]
- Daniel Abt; NIO 333 FE Team versenyző → ?

## Versenynaptár
2020 júniusában hozták nyilvánosságra a versenynaptárat, amelyet aztán több alkalommal is módosítani kellett.
| Forduló           | ePrix             | Ország                    | Pálya                            | Pályarajz           | Dátum               |
| ----------------- | ----------------- | ------------------------- | -------------------------------- | ------------------- | ------------------- |
| 1                 | Rijád ePrix       | Szaúd-Arábia              | Riyadh Street Circuit            |                     | 2021. február 26.   |
| 2                 | Rijád ePrix       | Szaúd-Arábia              | Riyadh Street Circuit            | 2021. február 27.   |                     |
| 3                 | Róma ePrix        | Olaszország               | Circuito Cittadino dell'EUR      |                     | 2021. április 10.   |
| 4                 | Róma ePrix        | Olaszország               | Circuito Cittadino dell'EUR      | 2021. április 11.   |                     |
| 5                 | Valencia ePrix    | Spanyolország             | Circuit Ricardo Tormo            |                     | 2021. április 24.   |
| 6                 | Valencia ePrix    | Spanyolország             | Circuit Ricardo Tormo            | 2021. április 25.   |                     |
| 7                 | Monaco ePrix      | Monaco                    | Circuit de Monaco                |                     | 2021. május 8.      |
| 8                 | Puebla ePrix      | Mexikó                    | Autódromo Miguel E. Abed         |                     | 2021. június 19.    |
| 9                 | Puebla ePrix      | Mexikó                    | Autódromo Miguel E. Abed         | 2021. június 20.    |                     |
| 10                | New York ePrix    | Amerikai Egyesült Államok | Brooklyn Street Circuit          |                     | 2021. július 10.    |
| 11                | New York ePrix    | Amerikai Egyesült Államok | Brooklyn Street Circuit          | 2021. július 11.    |                     |
| 12                | London ePrix      | Egyesült Királyság        | ExCeL London                     |                     | 2021. július 24.    |
| 13                | London ePrix      | Egyesült Királyság        | ExCeL London                     | 2021. július 25.    |                     |
| 14                | Berlin ePrix      | Németország               | Tempelhof Airport Street Circuit |                     | 2021. augusztus 14. |
| 15                | Berlin ePrix      | Németország               | Tempelhof Airport Street Circuit | 2021. augusztus 15. |                     |
| Törölt versenyek: |                   |                           |                                  |                     |                     |
|                   | Párizs ePrix      | Franciaország             | Paris Street Circuit             |                     | 2021. április 24.   |
|                   | Marrákes ePrix    | Marokkó                   | Marrakesh Street Circuit         |                     | 2021. május 22.     |
|                   | Szöul ePrix       | Dél-Korea                 | Seoul Street Circuit             |                     | 2021. május 23.     |
|                   | Santiago ePrix    | Chile                     | Parque O'Higgins Circuit         |                     | 2021. június 5.     |
|                   | Santiago ePrix    | Chile                     | Parque O'Higgins Circuit         | 2021. június 6.     |                     |
|                   | Mexikóváros ePrix | Mexikó                    | Autódromo Hermanos Rodríguez     |                     |                     |
|                   | Sanya ePrix       | Kína                      | Haitang Bay Circuit              |                     |                     |

### Változások
- Róma és Sanya visszatért, miután a 2019–20-as kiírásban törölni kellett a koronavírus-járvány miatt.
- Rijád novemberről átkerült decemberre, ahol a Formula–E történetének első éjszakai versenyeit rendezték.[30]
- Monaco visszakerült a tervezetbe, mivel a futamot kétévente rendezik meg. A tervek szerint a mezőnyt most először használhatja pálya teljes vonalvezetését.
- Szöul és London debütált. Mindkét helyszín szerepelt a  2019–20-as évadban, de törölték a koronavírus miatt.
- New York az eddigi kettő helyett, csak egy alkalommal szerepelt.

### Változások a koronavírus miatt
- 2020 októberében döntöttek, hogy az eredetileg decemberben tartott Santiagói szezonnyitót, áthelyezik júniusra a megnövekedett koronavírus-fertőzések miatt, valamint Mexikó és Sanya elhalasztásáról.[31]
- 2021. január 28-án egy teljesen új kalendárium tervezetéről számoltak be az illetékesek:[32]
  - Valencia bemutatkozott
  - Marrákes visszatért
  - Párizs törlődött
  - Sanya és Szöül nem kapott új dátumot
  - Berlin, New York és London el lett halasztva
- Valencia a Circuit Ricardo Tormo épített aszfaltcsíkkal debütált. 2021-et megelőzően a szezon előtti teszteknek adott otthont.[33]
- A mexikói fordulót Autódromo Hermanos Rodríguezről átthelyezték a Mexikóvárostól 120 km-re délkeletre fekfő Autódromo Miguel E. Abedre, Pueblába.[34]
- New York később visszatért dupla versenyekkel, eredendően csak egyet tartott volna meg.
- London júliusban debütált duplán az ExCeL Arénában kialakított új pályaelrendezéssel.
- A sok kiesett ország és helyszín miatt Berlin is két futamot bonyolított le.[35]

## Eredmények
| #  | Helyszín | Kvalifikáció        | Kvalifikáció           | Verseny              | Verseny                | Verseny                         | Összefoglaló | Listavezető     | Előny |
| #  | Helyszín | Csoportkör győztese | Pole-pozíció           | Leggyorsabb kör      | Győztes pilóta         | Győztes konstruktőr             | Összefoglaló | Listavezető     | Előny |
| -- | -------- | ------------------- | ---------------------- | -------------------- | ---------------------- | ------------------------------- | ------------ | --------------- | ----- |
| 1  | Rijád    | Nyck de Vries       | Nyck de Vries          | Stoffel Vandoorne[a] | Nyck de Vries          | Mercedes-Benz EQ Formula E Team | Összefoglaló | Nyck de Vries   | 11    |
| 2  | Rijád    | Robin Frijns        | Robin Frijns           | Nyck de Vries        | Sam Bird               | Jaguar Racing                   | Összefoglaló | Nyck de Vries   | 7     |
| 3  | Róma     | Oliver Rowland      | Stoffel Vandoorne      | Mitch Evans          | Jean-Éric Vergne       | DS Techeetah                    | Összefoglaló | Sam Bird        | 9     |
| 4  | Róma     | Norman Nato         | Nick Cassidy           | Nyck de Vries[b]     | Stoffel Vandoorne      | Mercedes-Benz EQ Formula E Team | Összefoglaló | Sam Bird        | 4     |
| 5  | Valencia | Alex Lynn           | António Félix da Costa | Robin Frijns         | Nyck de Vries          | Mercedes-Benz EQ Formula E Team | Összefoglaló | Nyck de Vries   | 9     |
| 6  | Valencia | Jake Dennis         | Jake Dennis            | Alexander Sims[c]    | Jake Dennis            | BMW i Andretti Motorsport       | Összefoglaló | Nyck de Vries   | 9     |
| 7  | Monaco   | Robin Frijns        | António Félix da Costa | Stoffel Vandoorne[d] | António Félix da Costa | DS Techeetah                    | Összefoglaló | Robin Frijns    | 5     |
| 8  | Puebla   | Pascal Wehrlein     | Pascal Wehrlein        | Oliver Rowland[e]    | Lucas di Grassi        | Audi Sport ABT Schaeffler       | Összefoglaló | Robin Frijns    | 2     |
| 9  | Puebla   | Jake Dennis         | Oliver Rowland         | René Rast            | Edoardo Mortara        | ROKiT Venturi Racing            | Összefoglaló | Edoardo Mortara | 10    |
| 10 | New York | Sébastien Buemi     | Nick Cassidy           | Norman Nato[f]       | Maximilian Günther     | BMW i Andretti Motorsport       | Összefoglaló | Edoardo Mortara | 0     |
| 11 | New York | Sam Bird            | Sam Bird               | Mitch Evans[g]       | Sam Bird               | Jaguar Racing                   | Összefoglaló | Sam Bird        | 5     |
| 12 | London   | André Lotterer      | Alex Lynn              | Mitch Evans[h]       | Jake Dennis            | BMW i Andretti Motorsport       | Összefoglaló | Sam Bird        | 2     |
| 13 | London   | Alex Lynn           | Stoffel Vandoorne      | Robin Frijns         | Alex Lynn              | Mahindra Racing                 | Összefoglaló | Nyck de Vries   | 6     |
| 14 | Berlin   | Jean-Éric Vergne    | Jean-Éric Vergne       | René Rast            | Lucas di Grassi        | Audi Sport ABT Schaeffler       | Összefoglaló | Nyck de Vries   | 3     |
| 15 | Berlin   | Stoffel Vandoorne   | Stoffel Vandoorne      | Lucas di Grassi[i]   | Norman Nato            | ROKiT Venturi Racing            | Összefoglaló | Nyck de Vries   | 7     |

### Versenyzők
| Position | 1. | 2. | 3. | 4. | 5. | 6. | 7. | 8. | 9. | 10. | GS | Pole | LK |
| Pont     | 25 | 18 | 15 | 12 | 10 | 8  | 6  | 4  | 2  | 1   | 1  | 3    | 1  |

| Helyezés | Versenyző              | DIR | DIR | ROM | ROM  | VAL  | VAL | MON | MEX  | MEX | NYC | NYC | LON | LON | BER | BER | Pont |
| -------- | ---------------------- | --- | --- | --- | ---- | ---- | --- | --- | ---- | --- | --- | --- | --- | --- | --- | --- | ---- |
| 1.       | Nyck de Vries          | 1G* | 9*  | Ki* | Ki*  | 1    | 16* | Ki* | 9*   | Ki* | 13* | 18* | 2*  | 2*  | 22* | 8*  | 99   |
| 2.       | Edoardo Mortara        | 2   | Ni  | Ki  | 4    | Ki   | 9   | 12  | 3    | 1   | 14  | 17  | 9   | 11  | 2   | Ki  | 92   |
| 3.       | Jake Dennis            | 12* | Ki  | Ki  | 13   | 8    | 1G  | 16  | 5    | 5G  | Ki  | 16  | 1   | 9   | 5   | Ki  | 91   |
| 4.       | Mitch Evans            | 3   | Ki  | 3   | 6    | Ki   | 15  | 3   | 8    | 9   | Ki  | 13  | 14  | 3   | 3   | Ki* | 90   |
| 5.       | Robin Frijns           | 17  | 2G  | 4   | 18   | 6    | 19  | 2G  | 16   | 11  | 5   | 8   | 13  | 4   | 15  | 12  | 89   |
| 6.       | Sam Bird               | Ki  | 1   | 2*  | Ki*  | Kiz* | 14  | 7*  | Ki*  | 12  | 9*  | 1G* | Ki* | Ki* | Ki* | 7   | 87   |
| 7.       | Lucas di Grassi        | 9*  | 8*  | Ki  | Ki   | 7*   | 10* | 10  | 1*   | 18* | 3   | 14* | 6   | Kiz | 1   | 20* | 87   |
| 8.       | António Félix da Costa | 11* | 3*  | Ki* | 7*   | Kiz* | 22* | 1*  | 6*   | Ki* | 12* | 3*  | 8*  | Ki* | 7   | Ki* | 86   |
| 9.       | Stoffel Vandoorne      | 8*  | 13* | Ki* | 1*   | 3*   | Ki* | Ki* | 7*   | 13* | Ki* | 12* | 7*  | 15* | 12* | 3G* | 82   |
| 10.      | Jean-Éric Vergne       | 15  | 12  | 1   | 11   | 9    | 7   | 4*  | Ki   | 8   | 2*  | Ki  | 12* | 12  | 6G  | 11  | 80   |
| 11.      | Pascal Wehrlein        | 5   | 10  | 7   | 3    | Ki   | 18  | Ki  | KizG | 4*  | Ki  | 4   | 10  | 5   | 21  | 6   | 79   |
| 12.      | Alex Lynn              | Ki  | Ki  | 8   | 17   | KizG | 3   | 9   | 10   | 6   | 11  | 9   | 3   | 1G* | 20* | 13  | 78   |
| 13.      | René Rast              | 4   | 17  | 6   | Ki   | 5    | 6   | Ki  | 2    | 10  | 10  | 20  | 5   | Ki  | 9   | 9   | 78   |
| 14.      | Oliver Rowland         | 6   | 7   | 12G | 16   | Kiz  | 4   | 6   | Kiz  | 3   | 7   | 19  | Kiz | 18  | 13  | 2   | 77   |
| 15.      | Nick Cassidy           | 19  | 14  | 15  | Ki   | 4*   | 13* | 8   | Ki   | 2   | 4   | 2   | 11  | 7   | 14  | 17  | 76   |
| 16.      | Maximilian Günther     | Ki  | Ki  | 9   | 5    | Ki   | 12  | 5   | 12   | 7   | 1   | 10  | 18  | 6   | 8   | 15  | 66   |
| 17.      | André Lotterer         | 16  | 11  | 14  | 15   | Ki   | 2   | 17  | Kiz  | 17  | 8   | 5   | 4G  | 17  | 10  | 4   | 58   |
| 18.      | Norman Nato            | 14  | 16  | 11  | KizG | Hn   | 5   | 13  | 14   | Ki  | 15  | 7   | Hn  | Ki  | 4   | 1   | 54   |
| 19.      | Alexander Sims         | 7   | 15  | Ki  | 2    | Kiz  | 23  | Ki  | 4    | Ki  | Ki  | 6   | Ki  | 16  | 17* | 5   | 54   |
| 20.      | Nico Müller            | 21  | 5   | 13  | 9    | 2    | 20  | 18  |      |     |     |     |     |     |     |     | 30   |
| 21.      | Sébastien Buemi        | 13  | Ki  | 5   | 10   | Ki   | 11  | 11  | Kiz  | 14  | 6G  | 15  | Kiz | 13  | 11  | 14  | 20   |
| 22.      | Sérgio Sette Câmara    | 20  | 4*  | 16* | 12*  | Ki   | 21  | 15  | 15   | 16  | 18  | 11  | 17  | 8   | 18  | 18  | 16   |
| 23.      | Oliver Turvey          | 10  | 6   | Ni  | 14   | Hn   | 8   | 19  | 11   | Ki  | Ki  | Ki  | 15  | 14  | 19  | 19  | 13   |
| 24.      | Tom Blomqvist          | 18  | 18  | 10  | 8    | Hn   | 17  | 14  | 13   | Ki  | 16  | 21  | Hn  | 19  | Hn  | 10  | 6    |
| 25.      | Joel Eriksson          |     |     |     |      |      |     |     | 17   | 15  | 17  | 22  | 16  | 10  | 16  | 16  | 1    |
| Helyezés | Versenyző              | DIR | DIR | ROM | ROM  | VAL  | VAL | MON | MEX  | MEX | NYC | NYC | LON | LON | BER | BER | Pont |

| Szín       | Eredmény                                          |
| ---------- | ------------------------------------------------- |
| Arany      | Győztes                                           |
| Ezüst      | 2. helyezett                                      |
| Bronz      | 3. helyezett                                      |
| Zöld       | Pontot szerzett                                   |
| Kék        | Pont nélkül vagy helyezetlenül ért célba (nc, hn) |
| Lila       | Nem ért célba (ret, ki)                           |
| Piros      | Nem kvalifikálta magát (dnq, nk)                  |
| Piros      | Nem előkvalifikálta magát (dnpq, nek)             |
| Fekete     | Diszkvalifikálták (dsq, kiz)                      |
| Szürke     | Eltiltott, más pilóta versenyzett helyette (et)   |
| Fehér      | Nem indult (dns, ni)                              |
| Világoskék | Pénteki tesztpilóta (td, tp)                      |
| Üres       | Visszalépett (vi)                                 |
| Üres       | Nem gyakorolt (dnp, ne)                           |
| Üres       | Beteg vagy sérült volt (inj, bet, sér, EÜ)        |
| Üres       | Kizárt (ex, kiz)                                  |
| Üres       | Nem érkezett meg (dna, nj)                        |
| Üres       | Törölt futam (T)                                  |

† – Nem fejezte be a futamot, de rangsorolva lett, mert teljesítette a versenytáv 90%-át.

### Csapatok
| Helyezés | Csapat                           | Rajtszám | DIR | DIR | ROM | ROM  | VAL  | VAL | MON | MEX  | MEX | NYC | NYC | LON | LON | BER | BER | Pont |
| -------- | -------------------------------- | -------- | --- | --- | --- | ---- | ---- | --- | --- | ---- | --- | --- | --- | --- | --- | --- | --- | ---- |
| 1        | Mercedes-Benz EQ Formula E Team  | 5        | 8   | 13  | Ki  | 1    | 3    | Ki  | Ki  | 7    | 13  | Ki  | 12  | 7   | 15  | 12  | 3G  | 181  |
| 1        | Mercedes-Benz EQ Formula E Team  | 17       | 1G  | 9   | Ki  | Ki   | 1    | 16  | Ki  | 9    | Ki  | 13  | 18  | 2   | 2   | 22  | 8   | 181  |
| 2.       | Jaguar Racing                    | 10       | Ki  | 1   | 2   | Ki   | Kiz  | 14  | 7   | Ki   | 12  | 9   | 1G  | Ki  | Ki  | Ki  | 7   | 177  |
| 2.       | Jaguar Racing                    | 20       | 3   | Ki  | 3   | 6    | Ki   | 15  | 3   | 8    | 9   | Ki  | 13  | 14  | 3   | 3   | Ki  | 177  |
| 3.       | DS Techeetah                     | 13       | 11  | 3   | Ki  | 7    | Kiz  | 22  | 1   | 6    | Ki  | 12  | 3   | 8   | Ki  | 7   | Ki  | 166  |
| 3.       | DS Techeetah                     | 25       | 15  | 12  | 1   | 11   | 9    | 7   | 4   | Ki   | 8   | 2   | Ki  | 12  | 12  | 6G  | 11  | 166  |
| 4.       | Audi Sport ABT Schaeffler        | 11       | 9   | 8   | Ki  | Ki   | 7    | 10  | 10  | 1    | 18  | 3   | 14  | 6   | Kiz | 1   | 20  | 165  |
| 4.       | Audi Sport ABT Schaeffler        | 33       | 4   | 17  | 6   | Ki   | 5    | 6   | Ki  | 2    | 10  | 10  | 20  | 5   | Ki  | 9   | 9   | 165  |
| 5.       | Envision Virgin Racing           | 4        | 17  | 2G  | 4   | 18   | 6    | 19  | 2G  | 16   | 11  | 5   | 8   | 13  | 4   | 15  | 12  | 165  |
| 5.       | Envision Virgin Racing           | 37       | 19  | 14  | 15  | Ki   | 4    | 13  | 8   | Ki   | 2   | 4   | 2   | 11  | 7   | 14  | 17  | 165  |
| 6.       | BMW i Andretti Motorsport        | 27       | 12  | Ki  | Ki  | 13   | 8    | 1G  | 16  | 5    | 5G  | Ki  | 16  | 1   | 9   | 5   | Ki  | 157  |
| 6.       | BMW i Andretti Motorsport        | 28       | Ki  | Ki  | 9   | 5    | Ki   | 12  | 5   | 12   | 7   | 1   | 10  | 18  | 6   | 8   | 15  | 157  |
| 7.       | ROKiT Venturi Racing             | 48       | 2   | Ni  | Ki  | 4    | Ki   | 9   | 12  | 3    | 1   | 14  | 17  | 9   | 11  | 2   | Ki  | 146  |
| 7.       | ROKiT Venturi Racing             | 71       | 14  | 16  | 11  | KizG | Hn   | 5   | 13  | 14   | Ki  | 15  | 7   | Hn  | Ki  | 4   | 1   | 146  |
| 8.       | TAG Heuer Porsche Formula E Team | 36       | 16  | 11  | 14  | 15   | Ki   | 2   | 17  | Kiz  | 17  | 8   | 5   | 4G  | 17  | 10  | 4   | 137  |
| 8.       | TAG Heuer Porsche Formula E Team | 99       | 5   | 10  | 7   | 3    | Ki   | 18  | Ki  | KizG | 4   | Ki  | 4   | 10  | 5   | 21  | 6   | 137  |
| 9.       | Mahindra Racing                  | 29       | 7   | 15  | Ki  | 2    | Kiz  | 23  | Ki  | 4    | Ki  | Ki  | 6   | Ki  | 16  | 17  | 5   | 132  |
| 9.       | Mahindra Racing                  | 94       | Ki  | Ki  | 8   | 17   | KizG | 3   | 9   | 10   | 6   | 11  | 9   | 3   | 1G  | 20  | 13  | 132  |
| 10.      | Nissan e.dams                    | 22       | 6   | 7   | 12G | 16   | Kiz  | 4   | 6   | Kiz  | 3   | 7   | 19  | Kiz | 18  | 13  | 2   | 97   |
| 10.      | Nissan e.dams                    | 23       | 13  | Ki  | 5   | 10   | Ki   | 11  | 11  | Kiz  | 14  | 6G  | 15  | Kiz | 13  | 11  | 14  | 97   |
| 11.      | Dragon / Penske Autosport        | 6        | 21  | 5   | 13  | 9    | 2    | 20  | 18  | 17   | 15  | 17  | 22  | 16  | 10  | 16  | 16  | 47   |
| 11.      | Dragon / Penske Autosport        | 7        | 20  | 4   | 16  | 12   | Ki   | 21  | 15  | 15   | 16  | 18  | 11  | 17  | 8   | 18  | 18  | 47   |
| 12.      | NIO 333 FE Team                  | 8        | 10  | 6   | Ni  | 14   | Hn   | 8   | 19  | 11   | Ki  | Ki  | Ki  | 15  | 14  | 19  | 19  | 19   |
| 12.      | NIO 333 FE Team                  | 88       | 18  | 18  | 10  | 8    | Hn   | 17  | 14  | 13   | Ki  | 16  | 21  | Hn  | 19  | Hn  | 10  | 19   |
| Helyezés | Csapat                           | Rajtszám | DIR | DIR | ROM | ROM  | VAL  | VAL | MON | MEX  | MEX | NYC | NYC | LON | LON | BER | BER | Pont |